# زريق الخزاعي
زريق بن ماهان الخُزاعي الفارسي هو ارستقراطي فارسي عاش في نهاية القرن السابع وبداية القرن الثامن وهو جد الطاهريون الأكبر.
كان مجوسياً فاعتنق الإسلام بعد فتح فارس وهو ليس من قبيلة خزاعة ولكن انتمى لهم عندما أصبح مولى لطلحة بن عبد الله الخُزاعي والي سيستان المُلَقَب بِطلحة الطلحات.
ساهم ابنه مُصعَب بن زريق في تأسيس الدولة العباسية فَكافئه الخلفاء العباسيين بَعد ذلِك وعينوه والياً على هراة ومن أحفاده المشهورين طاهر بن الحسين.